# Meidling

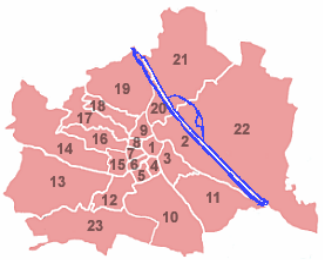
Wiens distrikt. Meidling har nummer 12.

Meidling är ett distrikt (tyska: Gemeindebezirk) i Österrikes huvudstad Wien. Wien är indelat i 23 distrikt och Meidling har distriktsnummer 12. Genom distriktet går Meidlinger Hauptstrasse, som är dess huvudgata. 
Antalet invånare är 97 900. Arean är 8,1 kvadratkilometer. Meidling gränsar till distrikten Margareten, Mariahilf, Favoriten, Liesing, Hietzing och Rudolfsheim-Fünfhaus. 